# Emilio Osorio
Emilio Osorio (né Emilio Osorio Marcos le 24 novembre 2002 au Mexique), est un acteur mexicain.

## Biographie
Emilio Osorio est le fils du producteur mexicain Juan Osorio et de l'actrice cubaine Niurka Marcos. Il a deux sœurs, Myriam et Kenia.
Le 28 juillet 2021, il confirme sa relation avec Karol Sevilla, l'actrice de la série Soy Luna.
Après Karol, il confirme également la séparation d'avec l'actrice et chanteuse.

## Carrière
Il débute comme acteur en 2013 dans la telenovela, Porque el amor manda où il chante et danse.
En 2014, il participe à la telenovela Mi corazón es tuyo dans le rôle de Sebastián Lascurain.
Il est aussi dans la comédie musicale du même nom.
En 2015 il incarne Ramón dans Como dice el dicho dans l'épisode No juzgues a tus semejantes.
En 2016, il tient le rôle de Kiko Gallo dans la telenovela Sueño de amor où Julián Gil est l'antagoniste principal.

## Filmographie

### Telenovelas
- 2013 : Porque el amor manda : Quico Cárdenas (rôle récurrent)
- 2014 – 2015 : Mi corazón es tuyo : Sebastián Lascurain
- 2015 : Como dice el dicho : Ramón
- 2016 : Sueño de amor : Kiko Gallo[7]
- 2017 - 2019 : Mi marido tiene familia : Aristóteles Córcega Castañeda
- 2019 : Juntos el corazón nunca se equivoca : Aristóteles "Aris" Córcega Castañeda
- 2021 : ¿Qué le pasa a mi familia? : Eduardo "Lalo" Rueda Torres

### Théâtre
- 2015 : Mi corazón es tuyo : Sebastián Lascurain
- 2019: Aristemo el musical:  Aristóteles Córcega Castañeda

## Nominations et récompenses
Kids Choice Awards México
- Révélation favorite : Mi corazón es tuyo : gagnant[8]